# Distrito electoral de Harrow
Harrow fue una circunscripción de la Cámara de los Comunes del Parlamento del Reino Unido entre 1885-1945 en Middlesex, un condado histórico; cubría un área que formaba parte del noroeste del actual Gran Londres.
El distrito electoral fue creado para las elecciones generales de 1885, reducido sustancialmente con la creación de más escaños en 1918 y abolido para las elecciones generales de 1945.
La Revisión Periódica de los Distritos Electorales de Westminster de 2023 propuso inicialmente recrear el distrito electoral, con límites similares a los de Harrow West.

## Bordes
1885–1918: Las parroquias de Edgware, Great Stanmore, Harrow-on-the-Hill, Hendon, Kingsbury, Little Stanmore, Pinner, Twyford Abbey y Willesden (y el área en los distritos electorales de Hampstead, Marylebone, Paddington y St Pancras; para muchos votantes ricos esta subdisposición dio la opción de elegir por qué escaño votar).
1918–1945: Los distritos urbanos de Harrow on the Hill, Greenford, Wealdstone, Wembley y parte de Hanwell.

## Miembros del Parlamento
| Representante                             | Representante | Representante                    | Partido           | Inicio del mandato      | Fin del mandato                                        | Elecciones                              |
| ----------------------------------------- | ------------- | -------------------------------- | ----------------- | ----------------------- | ------------------------------------------------------ | --------------------------------------- |
|                                           |               | William Ambrose (1832-1908)      | Conservador       | 1 de febrero de 1886    | Noviembre de 1895 (9 años, 9 meses y 29 días)          | Elegido en 1885                         |
| Reelegido en 1886                         |               | William Ambrose (1832-1908)      | Conservador       | 1 de febrero de 1886    | Noviembre de 1895 (9 años, 9 meses y 29 días)          |                                         |
| Reelegido en 1892                         |               | William Ambrose (1832-1908)      | Conservador       | 1 de febrero de 1886    | Noviembre de 1895 (9 años, 9 meses y 29 días)          |                                         |
| Reelegido en 1895                         |               | William Ambrose (1832-1908)      | Conservador       | 1 de febrero de 1886    | Noviembre de 1895 (9 años, 9 meses y 29 días)          |                                         |
| Reelegido en elecciones parciales de 1895 |               | William Ambrose (1832-1908)      | Conservador       | 1 de febrero de 1886    | Noviembre de 1895 (9 años, 9 meses y 29 días)          |                                         |
|                                           |               | Irwin Cox (1838-1922)            | Conservador       | Noviembre de 1895       | 8 de febrero de 1906 (10 años, 2 meses y 8 días)       | Elegido en elecciones parciales de 1899 |
| Reelegido en 1900                         |               | Irwin Cox (1838-1922)            | Conservador       | Noviembre de 1895       | 8 de febrero de 1906 (10 años, 2 meses y 8 días)       |                                         |
|                                           |               | James Gibb (1844-1910)           | Liberal           | 8 de febrero de 1906    | 15 de enero de 1910 (3 años, 11 meses y 7 días)        | Elegido en 1906                         |
|                                           |               | Harry Mallaby-Deeley (1863-1937) | Conservador       | 10 de febrero de 1910   | 14 de diciembre de 1918 (8 años, 10 meses y 4 días)    | Elegido en enero de 1910                |
| Reelegido en diciembre de 1910            |               | Harry Mallaby-Deeley (1863-1937) | Conservador       | 10 de febrero de 1910   | 14 de diciembre de 1918 (8 años, 10 meses y 4 días)    |                                         |
|                                           |               | Oswald Mosley (1896-1980)        | Conservador       | 14 de diciembre de 1918 | 29 de octubre de 1924 (5 años, 10 meses y 15 días)     | Elegido en 1918                         |
|                                           | Independiente | Oswald Mosley (1896-1980)        | Reelegido en 1922 | 14 de diciembre de 1918 | 29 de octubre de 1924 (5 años, 10 meses y 15 días)     |                                         |
| -                                         | Independiente | Oswald Mosley (1896-1980)        | Reelegido en 1923 | 14 de diciembre de 1918 | 29 de octubre de 1924 (5 años, 10 meses y 15 días)     |                                         |
|                                           | Laborista     | Oswald Mosley (1896-1980)        | Reelegido en 1923 | 14 de diciembre de 1918 | 29 de octubre de 1924 (5 años, 10 meses y 15 días)     |                                         |
|                                           |               | Isidore Salmon (1876-1941)       | Conservador       | 29 de octubre de 1924   | 16 de septiembre de 1941 (16 años, 10 meses y 18 días) | Elegido en 1924                         |
| Reelegido en 1929                         |               | Isidore Salmon (1876-1941)       | Conservador       | 29 de octubre de 1924   | 16 de septiembre de 1941 (16 años, 10 meses y 18 días) |                                         |
| Reelegido en 1931                         |               | Isidore Salmon (1876-1941)       | Conservador       | 29 de octubre de 1924   | 16 de septiembre de 1941 (16 años, 10 meses y 18 días) |                                         |
| Reelegido en 1935                         |               | Isidore Salmon (1876-1941)       | Conservador       | 29 de octubre de 1924   | 16 de septiembre de 1941 (16 años, 10 meses y 18 días) |                                         |
|                                           |               | Norman Bower (1907-1990)         | Conservador       | Diciembre de 1941       | 26 de julio de 1945 (3 años, 7 meses y 24 días)        | Elegido en elecciones parciales de 1941 |

## Elecciones

### Elecciones en la década de 1890
| Candidato              | Candidato              | Candidato              | Partido/Coalición      | Votos         | Porcentaje     |
| ---------------------- | ---------------------- | ---------------------- | ---------------------- | ------------- | -------------- |
| William Ambrose        |                        | William Ambrose        | Conservador            | Sin oposición | \| \| 100 % \| |
| Total de votos válidos | Total de votos válidos | Total de votos válidos | Total de votos válidos |               | —              |
| Control Conservador    |                        |                        |                        |               |                |
| [ 4 ]                  |                        |                        |                        |               |                |
|                        | 100 %                  |                        |                        |               |                |

|  | 54.80 % |

|  | 45.20 % |

|  | 100 % |

|  | 62.40 % |

|  | 37.60 % |

### Elecciones en la década de 1940
|  | 80.90 % |

|  | 19.10 % |

|  | 100 % |

|  | 10.70 % |

|  | 89.30 % |